# 反地球

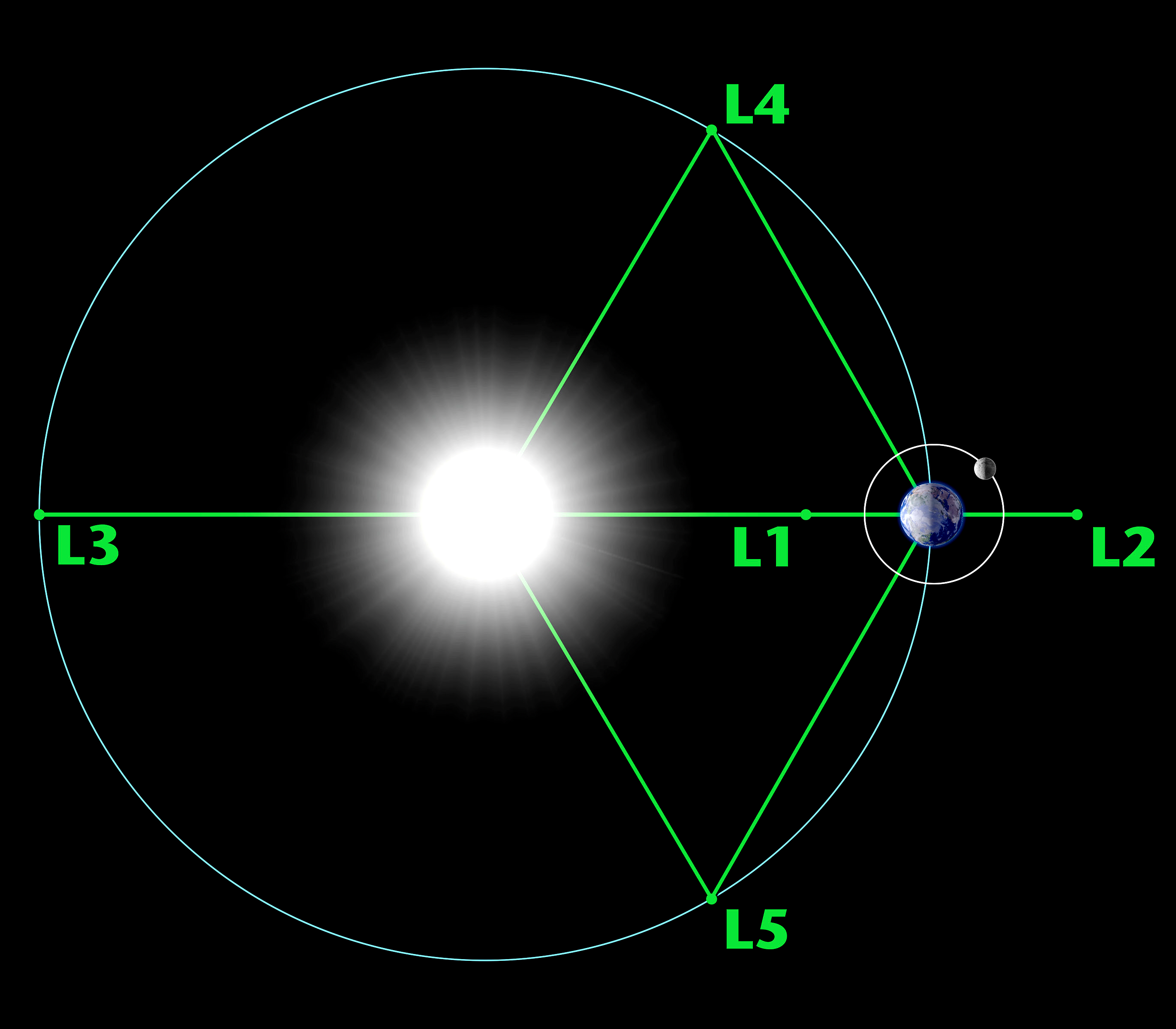
ラグランジュ点の位置関係（縮尺は正確ではない）。L3（最も左）は常に太陽の陰になる。

反地球（はんちきゅう）とは、太陽を挟んだ地球の反対側にあると空想された架空の惑星。対地球（たいちきゅう）ともいう。英語でカウンターアース (counter-Earth)、古代ギリシャ語でアンチクトン (αντιχθον)。

## 概要
太陽を挟んで地球のちょうど反対側となる位置に地球そっくりの惑星があり、その惑星の公転周期や軌道は位置が違うほかは地球とまったく同じなので、常に太陽の向こう側に位置して決して地球からは見ることはできない、という考えは「反地球」などと呼ばれ、昔から人気のあるものだった。

## 古代ギリシャ

中心火を挟んで地球の反対側にある反地球。フィロラオスのオリジナルの説と異なり、地球と反地球は球体として示されている。

反地球の概念は、アリスタルコス・コペルニクス的な太陽中心の地動説より古い。反地球の存在を最初に主張したのは、古代ギリシャのピタゴラス学派のフィロラオスである。彼は最も初期の地動説論者の1人だが、彼が地球に代わる宇宙の中心と考えたのは太陽ではなく、仮想的な火「中心火」である。
彼は、中心火の周りを公転する地球のカウンターウェイトとして、反地球が必要だと考えた。なお、地球以外の天体はエーテル体で質量はないと考えられていたので、カウンターウェイトは必要ない。
地球の自転と公転は同期しており、反地球と中心火は常に地球の片側からしか見えず、人間が住んでいるのは見えない側であるとされた。ただし当時はまだ地球平面説が支配的であり、彼も地球と反地球は平面だと考えた。地球の反対側からは反地球と中心火が見えるとしても、そこは「平面地球の裏側」であり、訪れることは不可能である。
反地球説は、10を完全な数だとするピタゴラス学派の信仰にも合致していた。当時、太陽+月+五大惑星+地球+恒星天の9天体が既知であり（恒星は全て1枚の天球に固定されているので1つと数えられた）、これに反地球を加えれば10となる。

## 近代天文学による否定
天文学や天体力学の発達によりこのような惑星の信憑性は失われ、太陽系の未知の惑星候補からは消えていった。
1619年にケプラーの法則により軌道長半径と公転周期の関係が明らかになると、反地球は太陽の陰ならどこでもいいというわけではなく、地球と同じ軌道長半径でなければならなくなった。また、離心率など他の軌道要素も、地球と同じ（軌道要素によっては正反対）である必要があり、そうでないと太陽の陰からずれてしまう。
1760年ごろレオンハルト・オイラーにより、制限3体問題の直線解（のちにラグランジュ点L1・L2・L3と呼ばれる軌道）が発見されると、反地球があるとしたらその軌道は、地球よりわずかに太陽から遠いL3ということになった。同じラグランジュ点のL4・L5にはトロヤ群小惑星が存在しうる（地球軌道のL4にある2010 TK7は、はじめて存在が確認された地球のトロヤ群小惑星である。ただし地球のL5には未発見）が、これは、L4・L5が有効ポテンシャルの極小点であり安定なためである。しかしそれに対し、L3は鞍点にすぎず不安定である。つまり、反地球がわずかでもL3から動径方向に外れると、坂道を転がり落ちるようにL3から遠ざかってしまう。したがって、軌道修正をしない天然の天体がL3に留まり続けることはできない。
さらに、太陽系内の物体は惑星からの摂動により刻一刻と軌道要素が変化するため、太陽の裏側に留まり続けるのはさらに困難になる。また逆に、既知の太陽系の天体、特に地球近傍小惑星や彗星の軌道が反地球による摂動で変化するため、たとえ光学的に観測できなくても、惑星オーダーの質量がある天体ならその存在を確認できる。1846年には、同様の原理で海王星が発見されている。
地球とよく似た軌道をとると考えられる他の巨大惑星としては、ジャイアント・インパクト説で想定される惑星テイアが挙げられる。火星程度の大きさで、地球のラグランジュ点 L4 または L5 付近に存在したとされるこの惑星は馬蹄形軌道をとり、地球と近づいたり離れたりを繰り返したが、摂動により近づき過ぎて低速で地球と衝突し、その時にまき散らした破片が月になり、残りは地球内部に取り込まれたとされる。太陽からみて地球と正反対の位置に正反対の速度ベクトルの惑星を置いた場合でも、摂動により千年程度で馬蹄形軌道に遷移する。

## フィクションや疑似科学における反地球
地球そっくりの惑星があるというアイデアはSF小説などに好まれた。
ディモン
手塚治虫の漫画『ロック冒険記』(1952–1954) に登場。鳥人族が住む惑星で、物語冒頭で地球と二重惑星となった。惑星の名は発見者であるロックの父に由来。
ゴル（Gor）
ジョン・ノーマン著の小説『反地球シリーズ』(1966–2022) の舞台。別の銀河系から太陽系に移動し、地球から隠れるように公転している。惑星をまるごと移動させるほどの科学力を持つという〈神官王〉たちが支配する。またゴルは、ゴル語で〈礎石（ホームストーン）〉を意味する。
ピネロン星
テレビアニメ『遊星仮面』(1966–1967) に登場。ピネロン人が住んでおり、地球より高度な文明がある。地球と交流するが、地球からの宇宙船が事故を起こしてピネロン星に落下、積んでいた核物質が爆発して都市が吹き飛び、これが原因で地球とピネロン星の宇宙戦争が始まる。
テラ
映画『ガメラ対大悪獣ギロン』(1969) に登場。
バルカン
ゆでたまご著の漫画『キン肉マン』(1979–1987) に登場。悪魔六騎士の一員・プラネットマンの正体であり、太陽系第10番惑星とされる。太陽の裏側にあるため光が当たらなく真っ暗だが、美しい星である。
ポキール星
漫画『燃える!お兄さん』(1987–1991) に登場。地球人と正反対の価値観を持っている。
セラ（天球）
魔夜峰央著の漫画『ゼロ星（ゼロスター）』(1994–1997) に登場。
ヤハウェ（クラリオン）
飛鳥昭雄の複数の著作 (1995–) にて実在すると主張されている惑星。太陽系第12番惑星とされる。名称はアブラハムの宗教の唯一神ヤハウェに由来。金星に酷似し、「タブレ」「ロッド」「ポット」という衛星を持つ。
チャント星
アコムの無人契約機「むじんくん」のCM (1996–1998)に登場。チャント星人3人組は、宇宙航行中に所用で地球にキャッシングをしに行く。
裏地球
PSPソフト『絶対ヒーロー改造計画』(2010) に登場。2つの地球は相互に干渉しあっており、同じ人物が違う姿（主にモンスターの姿）で存在する。地球で起こった様々な出来事は100パーセント同じでなくともそれと似たような出来事が発生する。WHO（世界ヒーロー機構）なる組織によって創られたヒーロー育成・強化のための訓練施設（ダンジョン）が数多に存在する。
地球
ジェリー＆シルヴィア・アンダーソン夫妻製作の映画『決死圏SOS宇宙船』(1969) に登場。位置的に裏地球というだけでなく、出来事全てが「裏」。全く同じ出来事が「もう一つの地球」で起きている、との設定。

### 飛鳥昭雄
サイエンスエンターテイナーの飛鳥昭雄は、1990年代から自著の中で「NASAから流出したと称する天体写真」を示し、その写真を根拠に第12番惑星ヤハウェ（あるいはクラリオン）の実在を主張した（当時は冥王星がまだ惑星と分類されていたので冥王星が第9番で、未知の惑星は第10番からカウントされる）。飛鳥が主張する第10番は軌道傾斜角の大きい「超冥王星」（あるいは「NOX」）、第11番惑星は小惑星帯の元になったという「ファエトン」だが、あやしさはいずれも似たり寄ったりである）。
彼は『衝突する宇宙』を参照し、この惑星が、ガス惑星とされている木星の大赤斑直下に存在する超巨大火山「クロノス」から飛び出して「ファエトン」を破壊後に、豊かな有人惑星だった火星を干上がらせて今から4500年前（4500万年ではない）地球に襲来し、潮汐力で月を破壊してそこから噴出する水によりノアの大洪水を引き起こして、当時生きていた恐竜を滅亡させたという、現代の常識からすれば到底信じられない、俗に言う「トンデモ説」を展開している。
しかし、その「NASAから流出したと称する天体写真」は、カール・セーガンのTV番組を編成した資料集『コスモス 宇宙』（旺文社）に掲載された、土星の衛星タイタンの模型の写真を、加工・画像処理したものであった。
山本弘の「太陽系の摂動はヤハウェがないことを示している」「ヤハウェの写真は、金星を加工したものらしい」とする批判に対し、飛鳥は「山本氏の言う『ケプラーの法則に違反している』というのは間違いで、点対称の軌道を描いているからと公表済みだ」と反論した。飛鳥はその後『木星大赤斑の謎とベツレヘムの星』で、「昔の写真はタイタンを加工したもので、実際は青く、金星に酷似した惑星だ」という説を披露した。

### その他
- 『ドラえもん』 - てんとう虫コミックス第17巻「あべこべ惑星」 - アニメは1992年10月放映「あべこべの星」、1980年の「のび太の夢の金メダル」に登場。ただしこれは「地形や人間の性別、性格などがすべて地球とあべこべな惑星」であるため、一般的な反地球とは異なる。
- 映画『クレヨンしんちゃん 嵐を呼ぶ!オラと宇宙のプリンセス』 - 物語の舞台であるヒマワリ星は、間に太陽を挟んで地球と公転軌道が同じ。
- 作曲家のヤニス・クセナキスは『アンティクトン』（Antikhton。古代ギリシア語で「反地球」）という管弦楽曲を作曲した。
- 『はいからさんがこけた』 - 『はいからさんが通る』の番外編。ヒロインの紅緒が反地球の科学者によりワープマシンGTオカマ7によって「太陽の反対側の」地球にいるベニオ姫と交換させられ、そこの日本列島にある国で美少年誘拐魔と戦う。
- ニンテンドー3DSゲーム『真・女神転生IV』 - 万能属性特大ダメージ+全ステータス低下の上位攻撃魔法として『アンティクトン』が登場している。『真・女神転生IV FINAL』にも登場したが効果は制限が入っている。
- 『デビルサマナー 葛葉ライドウ 対 コドクノマレビト』 - 「向こう側に在る者」クラリオンと名乗る宇宙生物が登場し帝都、ひいては地球を喰らい、人類を均一化させる形で調和をもたらそうとする。